# (31556) Shatner
1999 EP5 (asteroide 31556) é um asteroide da cintura principal. Possui uma excentricidade de 0.22280140 e uma inclinação de 4.80468º.
Este asteroide foi descoberto no dia 13 de março de 1999 por Roy A. Tucker em Goodricke-Pigott.